# روبرت رين
روبرت رين (بالإنجليزية: Robert Wrenn)‏ كان لاعب كرة مضرب أمريكي وكان يلعب باليد اليسرى، اعتزل اللعب في 1903. كما أنه أحد أبطال الجراند سلام. أعلى تصنيف له في الفردي كان المركز الـ 1 في سنة 1897.

## النهائيات

### الفردي (الألقاب 4, الوصافة 1)
| الحصيلة | السنة | البطولة                     | الشريك         | النتيجة في النهائي      |
| ------- | ----- | --------------------------- | -------------- | ----------------------- |
| الفوز   | 1893  | بطولة أمريكا المفتوحة للتنس | فريدريك هوفي   | 6–4, 3–6, 6–4, 6–4      |
| الفوز   | 1894  | البطولة الأمريكية           | مانليف جودبودي | 6–8, 6–1, 6–4, 6–4      |
| الوصافة | 1895  | البطولة الأمريكية           | فريدريك هوفي   | 3–6, 2–6, 4–6           |
| الفوز   | 1896  | البطولة الأمريكية           | فريدريك هوفي   | 7–5, 3–6, 6–0, 1–6, 6–1 |
| الفوز   | 1897  | البطولة الأمريكية           | ويلبرفورس إفاس | 4–6, 8–6, 6–3, 2–6, 6–2 |

## روابط خارجية
- روبرت رين على موقع رابطة محترفي التنس (الإنجليزية)
- روبرت رين على موقع الاتحاد الدولي لكرة المضرب (الإنجليزية)
- روبرت رين على موقع كأس ديفيز (الإنجليزية)
- روبرت رين على موقع قاعة مشاهير كرة المضرب الدولية (الإنجليزية)
- روبرت رين على موقع خلاصة التنس.كوم (الإنجليزية)